# پملا رسموسن
پملا سیسیل رسموسن (انگلیسی: Pamela C. Rasmussen؛ زادهٔ ۱۶ اکتبر ۱۹۵۹) پرنده‌شناسی آمریکایی و متخصص پرندگان آسیایی است. او پیش‌تر به‌عنوان پژوهشگر در مؤسسه اسمیتسونین در واشینگتن، دی.سی. فعالیت می‌کرد و در حال حاضر در دانشگاه ایالتی میشیگان مستقر است. وی با مراکز تحقیقاتی مهم دیگری در ایالات متحده و بریتانیا نیز همکاری دارد.
تحقیقات اولیهٔ راسموسن بر پرندگان دریایی آمریکای جنوبی و پرندگان فسیلی آمریکای شمالی متمرکز بود. او بعدها در زمینهٔ پرندگان آسیایی تخصص پیدا کرد و گونه‌های جدیدی را توصیف کرد و وضعیت گونه‌های دیگر، به‌ویژه چشم‌سفیدها و جغدها را مشخص ساخت. در سال‌های اخیر، او در پروژه‌های همکاری گسترده‌ای برای بررسی الگوهای تنوع زیستی جهانی مشارکت داشته و وضعیت آرایه‌شناسی کرکس‌های جنوب آسیا را ارزیابی کرده است.
راسموسن نویسندهٔ اصلی کتاب پرندگان جنوب آسیا: راهنمای ریپلی بود که به دلیل پوشش گسترده‌تر جغرافیایی و گونه‌ای نسبت به آثار پیشین، یک انتشار مهم محسوب می‌شود. در جریان مطالعهٔ نمونه‌های موزه‌ای برای نگارش این کتاب، او در کشف میزان سرقت از موزه‌ها و جعل اسناد علمی که توسط پرنده‌شناس برجستهٔ بریتانیایی، ریچارد مینرتزهاگن، انجام شده بود، نقش کلیدی ایفا کرد.

## اوایل زندگی و حرفه
پاملا راسموسن دختر هلن راسموسن، یکی از اعضای کلیسای ادونتیست‌های روز هفتم، است. پدرش، چستر موری راسموسن، که پزشک بود، خانواده را در دوران کودکی او و خواهرانش ترک کرد. علاقهٔ او به پرندگان از زمانی آغاز شد که مادرش نسخهٔ مخصوص نوجوانان کتاب پرندگان جهان اثر اولیور آستین را برایش خرید. از آن پس، او همیشه کتاب‌های پرنده‌شناسی را به‌عنوان هدیه انتخاب می‌کرد.
او در سال ۱۹۸۳ مدرک کارشناسی ارشد خود را از دانشگاه والا والا، که یک دانشگاه وابسته به کلیسای ادونتیست‌های روز هفتم در جنوب شرقی واشینگتن  است، دریافت کرد و در سال ۱۹۹۰ دکترای خود را از دانشگاه کانزاس گرفت. در دانشگاه کانزاس، او بر روی باکلان‌های سفید پژوهش کرد و با نظریهٔ فرگشت آشنا شد، که پیش‌تر در دانشگاه محل تحصیلش تدریس نمی‌شد.
راسموسن استادیار مهمان جانورشناسی و متصدی دستیار موزه در زمینهٔ پستاندارشناسی و پرنده‌شناسی در دانشگاه ایالتی میشیگان (MSU) است. او پیش‌تر به‌عنوان پژوهشگر همکار برای اس. دیلون ریپلی، پرنده‌شناس برجستهٔ آمریکایی، در مؤسسه اسمیتسونین در واشینگتن، دی.سی. فعالیت می‌کرد.
وی عضو انجمن پرنده‌شناسی آمریکا (AOS) و کمیتهٔ رده‌بندی آمریکای شمالی (NACC) این انجمن است. همچنین، او به‌عنوان همکار علمی در گروه پرندگان بخش جانورشناسی موزه تاریخ طبیعی لندن در ترینگ فعالیت دارد و از ویراستاران مجلهٔ علمی The Ibis، نشریهٔ رسمی اتحادیه پرنده‌شناسان بریتانیا، محسوب می‌شود.
راسموسن همکار علمی موزهٔ تاریخ طبیعی فیلد و بنیان‌گذار و ویراستار AVoCet، مرکز ضبط و تحلیل آواهای پرندگان در MSU، است.
در سال ۲۰۲۰، او جایگزین پرنده‌شناس فرانک گیل (پرنده‌شناس) به‌عنوان یکی از ویراستاران IOC World Bird List شد، که فهرست رسمی پرندگان جهان را به نمایندگی از اتحادیه بین‌المللی پرنده‌شناسان به‌روزرسانی می‌کند.
راسموسن با مایکل دی. گاتفراید ازدواج کرده است. او متصدی دیرینه‌شناسی، دانشیار زمین‌شناسی، و مدیر مرکز مطالعات تلفیقی علوم عمومی در دانشگاه ایالتی میشیگان است.

### نکات برجسته پژوهشی

#### پرندگان دریایی آمریکای جنوبی
تحقیقات اولیهٔ راسموسن عمدتاً بر روی سامانه‌شناسی، بوم‌شناسی و رفتار پاتاگونیایی پرندگان دریایی، به‌ویژه باکلان‌ها، متمرکز بود. او تغییرات پرهای پرندگان نابالغ را در گونه‌های باکلان شاهنشاهی، باکلان نیوزیلندی و باکلان پاسرخ بررسی کرد.
او همچنین از الگوهای پرریزی و رفتاری برای بررسی روابط میان باکلان شاهنشاهی و باکلان‌های چشم‌آبی استفاده کرد.
علاوه بر این، او فعالیت‌های شکار ماهی توسط باکلان‌های نوگرمسیری را بررسی و تحلیل کرد.